# 藤田達芳
藤田 達芳（ふじた たつよし、1858年8月7日（安政5年6月28日）- 1923年（大正12年）6月21日）は、明治から大正期の日本の実業家・政治家。衆議院議員。塩業功労者。旧姓・小野。

## 経歴
伊予国新居郡松神子村（愛知県新居郡松神子村、神郷村を経て現新居浜市松神子）で、小野甚三郎の三男として生まれた。幼時に新居郡郷村（現:新居浜市）多喜浜塩田支配人の一人、藤田五郎の養子となる。泉川の遠藤石山に師事し漢学を修めた。その後、大阪で数学を学び詩文に親しみ、1889年（明治22年）東京専門学校（現早稲田大学）政治科を卒業して帰郷した。
1893年（明治26年）多喜浜東浜産塩会社の設立に参画して重役となり、終生、塩業と係わった。その後、三喜浜食塩骸炭製造合名会社業務執行社員を務めた。
政界を志し立憲改進党に入党。1894年（明治27年）9月、第4回衆議院議員総選挙（愛媛県第4区）で当選。対清強硬論を主張し、日清講和会議（参照下関条約）で伊藤博文の随員を務めたが、病のため衆議院議員に1期在任して引退した。
1897年（明治30年）児玉源太郎台湾総督の要請で、台湾で塩業調査を実行し、塩田国有論を主張して、1905年（明治38年）塩専売法（法律第11号）の成立に貢献した。

## 国政選挙歴
- 第2回衆議院議員総選挙（愛媛県第4区、1892年2月、無所属）落選[6]
- 第3回衆議院議員総選挙（愛媛県第4区、1894年3月、立憲改進党）次点落選[6]
- 第4回衆議院議員総選挙（愛媛県第4区、1894年9月、大手倶楽部）当選[5]